# 菲茨罗维亚礼拜堂
菲茨罗维亚礼拜堂（英語：Fitzrovia Chapel）位于英国伦敦西敏市菲茨罗维亚菲茨罗伊坊（Fitzroy Place）中心的皮尔逊广场，周围是莫蒂默街、克利夫兰街、拿骚街和莱丁豪斯街。礼拜堂由约翰·拉夫伯勒·皮尔逊设计，建于1891-1892年，虽然已经在使用，但内部直到1929年才完工，由他的儿子弗兰克·拉夫伯勒·皮尔森监督。
礼拜堂位于原米德尔塞克斯医院的中央庭院，后者于1929-35年重建，2008-15年拆除。礼拜堂保留了下来，现在位于皮尔逊广场。
礼拜堂是一座II*级登录建筑，以其华丽的哥特复兴式风格和华丽的马赛克内饰而闻名。